# عصام علي السيد
عصام علي السيد لاعب كرة قدم مصري، من ناشئي نادي كهرباء الإسماعيلية ، لعب حاليًا لناديي الإسماعيلي ووادي دجلة في مركز الهجوم.

## روابط خارجية
- عصام علي السيد على موقع قاعدة بيانات كرة القدم.إي يو (الإنجليزية)
- عصام علي السيد على موقع Soccerway.com (الإنجليزية)

- عصام علي